# Wereldkampioenschap handbal vrouwen 2015
Het 22ste wereldkampioenschap handbal voor vrouwen vond plaats in Denemarken in december 2015. Naast Denemarken was Zuid-Korea het andere land dat zich kandidaat had gesteld om dit kampioenschap te organiseren. Uiteindelijk is op 27 januari 2012 besloten om de wereldkampioenschappen in Denemarken te laten plaatsvinden.

## Gekwalificeerde teams
| Competitie                       | Data                          | Aantal plaatsen | Gekwalificeerd                                                                |
| -------------------------------- | ----------------------------- | --------------- | ----------------------------------------------------------------------------- |
| Gastland                         | 27 januari 2012               | 1               | Denemarken                                                                    |
| Wereldkampioen 2013              | 22 december 2013              | 1               | Brazilië                                                                      |
| Europese kwalificatie            | oktober 2014 - juni 2015      | 9               | Frankrijk Hongarije Montenegro Nederland Polen Roemenië Rusland Spanje Zweden |
| Afrikaans kampioenschap          | januari 2014                  | 3               | Congo-Kinshasa Tunesië Angola                                                 |
| Europees kampioenschap           | 7 december - 21 december 2014 | 1               | Noorwegen                                                                     |
| Aziatisch kampioenschap          | 14-23 maart 2015              | 3               | China Japan Zuid-Korea                                                        |
| Pan-Amerikaans kampioenschap     | 21-28 mei 2015                | 3               | Argentinië Cuba Puerto Rico                                                   |
| Kwalificatie voor laatste plaats | juni 2015                     | 1               | Kazachstan                                                                    |
| Wildcards                        |                               | 2               | Duitsland Servië                                                              |

## Loting
De loting voor de eindronde vond plaats op 24 juni 2015 in Kolding. Bij de loting waren alle landen vooraf verdeeld in zes kokers. Uit iedere koker werd steeds een land getrokken zodat er vier groepen van zes landen werden getrokken. De plaatsing was als volgt:
| koker 1                                    | koker 2                                    | koker 3                                         | koker 4                                | koker 5                                          | koker 6                                    |
| ------------------------------------------ | ------------------------------------------ | ----------------------------------------------- | -------------------------------------- | ------------------------------------------------ | ------------------------------------------ |
| - Brazilië - Cuba - Noorwegen - Denemarken | - Spanje - Zweden - Montenegro - Frankrijk | - Hongarije - Nederland - Argentinië - Roemenië | - Rusland - Zuid-Korea - Polen - Japan | - Tunesië - Congo-Kinshasa - China - Puerto Rico | - Angola - Servië - Duitsland - Kazachstan |

## Groepsfase

### Groep A
De wedstrijden in groep A, met Denemarken, werden allemaal gespeeld in de Jyske Bank Boxen in Herning.
| Zaterdag 5 december 2015 15.45 | Montenegro      | 28–28   | Servië            | Jyske Bank Boxen, Herning Toeschouwers: 4.700 Scheidsrechters: García, Marín (ESP) |
| Zaterdag 5 december 2015 15.45 | Bulatović 8     | (16–14) | Krpež, Živković 6 | Jyske Bank Boxen, Herning Toeschouwers: 4.700 Scheidsrechters: García, Marín (ESP) |
| Zaterdag 5 december 2015 15.45 | FTR/MTR PbP/OMR |         |                   | Jyske Bank Boxen, Herning Toeschouwers: 4.700 Scheidsrechters: García, Marín (ESP) |

| Zaterdag 5 december 2015 18.00 | Hongarije       | 39–20  | Tunesië    | Jyske Bank Boxen, Herning Toeschouwers: 7.900 Scheidsrechters: Alpaidze, Berjozkina (RUS) |
| Zaterdag 5 december 2015 18.00 | Tomori 6        | (16–5) | Chebbah 10 | Jyske Bank Boxen, Herning Toeschouwers: 7.900 Scheidsrechters: Alpaidze, Berjozkina (RUS) |
| Zaterdag 5 december 2015 18.00 | FTR/MTR PbP/OMR |        |            | Jyske Bank Boxen, Herning Toeschouwers: 7.900 Scheidsrechters: Alpaidze, Berjozkina (RUS) |

| Zaterdag 5 december 2015 20.45 | Denemarken      | 30–21   | Japan   | Jyske Bank Boxen, Herning Toeschouwers: 12.500 Scheidsrechters: Lenci, Grillo (ARG) |
| Zaterdag 5 december 2015 20.45 | Gravholt 6      | (17–11) | Honda 5 | Jyske Bank Boxen, Herning Toeschouwers: 12.500 Scheidsrechters: Lenci, Grillo (ARG) |
| Zaterdag 5 december 2015 20.45 | FTR/MTR PbP/OMR |         |         | Jyske Bank Boxen, Herning Toeschouwers: 12.500 Scheidsrechters: Lenci, Grillo (ARG) |

| Zondag 6 december 2015 16.15 | Japan           | 23–29   | Montenegro   | Jyske Bank Boxen, Herning Toeschouwers: 2.500 Scheidsrechters: Alpaidze, Berjozkina (RUS) |
| Zondag 6 december 2015 16.15 | Sunami 9        | (15–17) | Radičević 10 | Jyske Bank Boxen, Herning Toeschouwers: 2.500 Scheidsrechters: Alpaidze, Berjozkina (RUS) |
| Zondag 6 december 2015 16.15 | FTR/MTR PbP/OMR |         |              | Jyske Bank Boxen, Herning Toeschouwers: 2.500 Scheidsrechters: Alpaidze, Berjozkina (RUS) |

| Zondag 6 december 2015 18.30 | Servië          | 26–32   | Hongarije | Jyske Bank Boxen, Herning Toeschouwers: 5.800 Scheidsrechters: Grillo, Lenci (ARG) |
| Zondag 6 december 2015 18.30 | Krpež 5         | (16–18) | Tomori 10 | Jyske Bank Boxen, Herning Toeschouwers: 5.800 Scheidsrechters: Grillo, Lenci (ARG) |
| Zondag 6 december 2015 18.30 | FTR/MTR PbP/OMR |         |           | Jyske Bank Boxen, Herning Toeschouwers: 5.800 Scheidsrechters: Grillo, Lenci (ARG) |

| Zondag 6 december 2015 20.45 | Tunesië          | 20–32   | Denemarken        | Jyske Bank Boxen, Herning Toeschouwers: 12.000 Scheidsrechters: Coulibaly, Diabaté (CIV) |
| Zondag 6 december 2015 20.45 | Chebbah, Jlezi 5 | (10–16) | drie speelsters 6 | Jyske Bank Boxen, Herning Toeschouwers: 12.000 Scheidsrechters: Coulibaly, Diabaté (CIV) |
| Zondag 6 december 2015 20.45 | FTR/MTR PbP/OMR  |         |                   | Jyske Bank Boxen, Herning Toeschouwers: 12.000 Scheidsrechters: Coulibaly, Diabaté (CIV) |

| Dinsdag 8 december 2015 16.15 | Japan           | 31–21  | Tunesië | Jyske Bank Boxen, Herning Toeschouwers: 2.000 Scheidsrechters: Alpaidze, Berjozkina (RUS) |
| Dinsdag 8 december 2015 16.15 | Hara 9          | (13–9) | Jlezi 5 | Jyske Bank Boxen, Herning Toeschouwers: 2.000 Scheidsrechters: Alpaidze, Berjozkina (RUS) |
| Dinsdag 8 december 2015 16.15 | FTR/MTR PbP/OMR |        |         | Jyske Bank Boxen, Herning Toeschouwers: 2.000 Scheidsrechters: Alpaidze, Berjozkina (RUS) |

| Dinsdag 8 december 2015 18.30 | Montenegro        | 32–15  | Hongarije         | Jyske Bank Boxen, Herning Toeschouwers: 7.000 Scheidsrechters: Arntsen, Røen (NOR) |
| Dinsdag 8 december 2015 18.30 | drie speelsters 6 | (17–9) | drie speelsters 3 | Jyske Bank Boxen, Herning Toeschouwers: 7.000 Scheidsrechters: Arntsen, Røen (NOR) |
| Dinsdag 8 december 2015 18.30 | FTR/MTR PbP/OMR   |        |                   | Jyske Bank Boxen, Herning Toeschouwers: 7.000 Scheidsrechters: Arntsen, Røen (NOR) |

| Dinsdag 8 december 2015 20.45 | Denemarken      | 29–20   | Servië     | Jyske Bank Boxen, Herning Toeschouwers: 12.500 Scheidsrechters: Schulze, Tönnies (GER) |
| Dinsdag 8 december 2015 20.45 | L. Jørgensen 7  | (13–12) | Liščević 5 | Jyske Bank Boxen, Herning Toeschouwers: 12.500 Scheidsrechters: Schulze, Tönnies (GER) |
| Dinsdag 8 december 2015 20.45 | FTR/MTR PbP/OMR |         |            | Jyske Bank Boxen, Herning Toeschouwers: 12.500 Scheidsrechters: Schulze, Tönnies (GER) |

| Woensdag 9 december 2015 16.15 | Montenegro      | 37–26   | Tunesië   | Jyske Bank Boxen, Herning Toeschouwers: 1.700 Scheidsrechters: Lenci, Grillo (ARG) |
| Woensdag 9 december 2015 16.15 | Jauković 9      | (19–12) | Chebbah 9 | Jyske Bank Boxen, Herning Toeschouwers: 1.700 Scheidsrechters: Lenci, Grillo (ARG) |
| Woensdag 9 december 2015 16.15 | FTR/MTR PbP/OMR |         |           | Jyske Bank Boxen, Herning Toeschouwers: 1.700 Scheidsrechters: Lenci, Grillo (ARG) |

| Woensdag 9 december 2015 18.30 | Servië          | 27–22   | Japan              | Jyske Bank Boxen, Herning Toeschouwers: 7.000 Scheidsrechters: Coulibaly, Diabaté (CIV) |
| Woensdag 9 december 2015 18.30 | Krpež 6         | (13–12) | Ishitate, Sunami 5 | Jyske Bank Boxen, Herning Toeschouwers: 7.000 Scheidsrechters: Coulibaly, Diabaté (CIV) |
| Woensdag 9 december 2015 18.30 | FTR/MTR PbP/OMR |         |                    | Jyske Bank Boxen, Herning Toeschouwers: 7.000 Scheidsrechters: Coulibaly, Diabaté (CIV) |

| Woensdag 9 december 2015 20.45 | Hongarije       | 29–22   | Denemarken     | Jyske Bank Boxen, Herning Toeschouwers: 12.500 Scheidsrechters: Arntsen, Røen (NOR) |
| Woensdag 9 december 2015 20.45 | Szucsánszki 8   | (15–12) | S. Jørgensen 4 | Jyske Bank Boxen, Herning Toeschouwers: 12.500 Scheidsrechters: Arntsen, Røen (NOR) |
| Woensdag 9 december 2015 20.45 | FTR/MTR PbP/OMR |         |                | Jyske Bank Boxen, Herning Toeschouwers: 12.500 Scheidsrechters: Arntsen, Røen (NOR) |

| Vrijdag 11 december 2015 16.15 | Hongarije       | 31–21   | Japan   | Jyske Bank Boxen, Herning Toeschouwers: 1.500 Scheidsrechters: Schulze, Tönnies (GER) |
| Vrijdag 11 december 2015 16.15 | Triscsuk 6      | (17–11) | Fujii 6 | Jyske Bank Boxen, Herning Toeschouwers: 1.500 Scheidsrechters: Schulze, Tönnies (GER) |
| Vrijdag 11 december 2015 16.15 | FTR/MTR PbP/OMR |         |         | Jyske Bank Boxen, Herning Toeschouwers: 1.500 Scheidsrechters: Schulze, Tönnies (GER) |

| Vrijdag 11 december 2015 18.30 | Tunesië           | 21–43   | Servië   | Jyske Bank Boxen, Herning Toeschouwers: 4.000 Scheidsrechters: Arntsen, Røen (NOR) |
| Vrijdag 11 december 2015 18.30 | drie speelsters 4 | (10–23) | Krpež 11 | Jyske Bank Boxen, Herning Toeschouwers: 4.000 Scheidsrechters: Arntsen, Røen (NOR) |
| Vrijdag 11 december 2015 18.30 | FTR/MTR PbP/OMR   |         |          | Jyske Bank Boxen, Herning Toeschouwers: 4.000 Scheidsrechters: Arntsen, Røen (NOR) |

| Vrijdag 11 december 2015 20.45 | Denemarken      | 21–23  | Montenegro | Jyske Bank Boxen, Herning Toeschouwers: 12.500 Scheidsrechters: García, Marín (ESP) |
| Vrijdag 11 december 2015 20.45 | Hansen 8        | (7–12) | Jauković 7 | Jyske Bank Boxen, Herning Toeschouwers: 12.500 Scheidsrechters: García, Marín (ESP) |
| Vrijdag 11 december 2015 20.45 | FTR/MTR PbP/OMR |        |            | Jyske Bank Boxen, Herning Toeschouwers: 12.500 Scheidsrechters: García, Marín (ESP) |

#### Eindstand
| Groep A |            |             |             |             |             |            |            |            |        |
| Pos.    | Land       | Wedstrijden | Wedstrijden | Wedstrijden | Wedstrijden | Doelpunten | Doelpunten | Doelpunten | Punten |
| Pos.    | Land       | G           | W           | G           | V           | V          | T          | Saldo      | Punten |
| 1       | Montenegro | 5           | 4           | 1           | 0           | 149        | 113        | +36        | 9      |
| 2       | Hongarije  | 5           | 4           | 0           | 1           | 146        | 121        | +25        | 8      |
| 3       | Denemarken | 5           | 3           | 0           | 2           | 134        | 113        | +21        | 6      |
| 4       | Servië     | 5           | 2           | 1           | 2           | 144        | 132        | +12        | 5      |
| 5       | Japan      | 5           | 1           | 0           | 4           | 118        | 138        | -20        | 2      |
| 6       | Tunesië    | 5           | 0           | 0           | 5           | 108        | 182        | -74        | 0      |

### Groep B
De wedstrijden in groep B, met Zweden werden allemaal gespeeld in de Næstved Arena in Næstved. Næstved is de speelstad die het dichtst bij Zweden ligt. Als Zweden zich zou plaatsen voor de achtste finale en dan niet tegen Denemarken zou spelen zou het in de achtste finale ook in Næstved spelen.
| Zaterdag 5 december 2015 16.15 | Nederland        | 42–21  | China  | Næstved Arena, Næstved Toeschouwers: 2.950 Scheidsrechters: Bonaventura, Bonaventura (FRA) |
| Zaterdag 5 december 2015 16.15 | Abbingh, Broch 7 | (19–9) | Qiao 5 | Næstved Arena, Næstved Toeschouwers: 2.950 Scheidsrechters: Bonaventura, Bonaventura (FRA) |
| Zaterdag 5 december 2015 16.15 | FTR/MTR PbP/OMR  |        |        | Næstved Arena, Næstved Toeschouwers: 2.950 Scheidsrechters: Bonaventura, Bonaventura (FRA) |

| Zaterdag 5 december 2015 18.30 | Cuba            | 22–27   | Polen           | Næstved Arena, Næstved Toeschouwers: 3.112 Scheidsrechters: Schulze, Tönnies (GER) |
| Zaterdag 5 december 2015 18.30 | Martínez 8      | (11–12) | Kudłacz-Gloc 11 | Næstved Arena, Næstved Toeschouwers: 3.112 Scheidsrechters: Schulze, Tönnies (GER) |
| Zaterdag 5 december 2015 18.30 | FTR/MTR PbP/OMR |         |                 | Næstved Arena, Næstved Toeschouwers: 3.112 Scheidsrechters: Schulze, Tönnies (GER) |

| Zaterdag 5 december 2015 20.45 | Zweden          | 37–23   | Angola  | Næstved Arena, Næstved Toeschouwers: 3.204 Scheidsrechters: Florescu, Stoia (ROU) |
| Zaterdag 5 december 2015 20.45 | Hagman 8        | (18–12) | André 6 | Næstved Arena, Næstved Toeschouwers: 3.204 Scheidsrechters: Florescu, Stoia (ROU) |
| Zaterdag 5 december 2015 20.45 | FTR/MTR PbP/OMR |         |         | Næstved Arena, Næstved Toeschouwers: 3.204 Scheidsrechters: Florescu, Stoia (ROU) |

| Zondag 6 december 2015 16.15 | China           | 39–30   | Cuba      | Næstved Arena, Næstved Toeschouwers: 1.475 Scheidsrechters: Florescu, Sola (ROU) |
| Zondag 6 december 2015 16.15 | Zhang 8         | (22–15) | Varanes 7 | Næstved Arena, Næstved Toeschouwers: 1.475 Scheidsrechters: Florescu, Sola (ROU) |
| Zondag 6 december 2015 16.15 | FTR/MTR PbP/OMR |         |           | Næstved Arena, Næstved Toeschouwers: 1.475 Scheidsrechters: Florescu, Sola (ROU) |

| Zondag 6 december 2015 18.30 | Angola          | 24–37   | Nederland | Næstved Arena, Næstved Toeschouwers: 2.850 Scheidsrechters: Lee, Koo (KOR) |
| Zondag 6 december 2015 18.30 | André 5         | (11–19) | Polman 12 | Næstved Arena, Næstved Toeschouwers: 2.850 Scheidsrechters: Lee, Koo (KOR) |
| Zondag 6 december 2015 18.30 | FTR/MTR PbP/OMR |         |           | Næstved Arena, Næstved Toeschouwers: 2.850 Scheidsrechters: Lee, Koo (KOR) |

| Zondag 6 december 2015 20.45 | Polen           | 30–31   | Zweden   | Næstved Arena, Næstved Toeschouwers: 3.120 Scheidsrechters: Bonaventura, Bonaventura (FRA) |
| Zondag 6 december 2015 20.45 | Kudłacz-Gloc 6  | (13–15) | Hagman 7 | Næstved Arena, Næstved Toeschouwers: 3.120 Scheidsrechters: Bonaventura, Bonaventura (FRA) |
| Zondag 6 december 2015 20.45 | FTR/MTR PbP/OMR |         |          | Næstved Arena, Næstved Toeschouwers: 3.120 Scheidsrechters: Bonaventura, Bonaventura (FRA) |

| Dinsdag 8 december 2015 16.15 | Cuba              | 23–38   | Angola             | Næstved Arena, Næstved Toeschouwers: 1.284 Scheidsrechters: Bonaventura, Bonaventura (FRA) |
| Dinsdag 8 december 2015 16.15 | drie speelsters 4 | (14–20) | Bernardo, Viegas 7 | Næstved Arena, Næstved Toeschouwers: 1.284 Scheidsrechters: Bonaventura, Bonaventura (FRA) |
| Dinsdag 8 december 2015 16.15 | FTR/MTR PbP/OMR   |         |                    | Næstved Arena, Næstved Toeschouwers: 1.284 Scheidsrechters: Bonaventura, Bonaventura (FRA) |

| Dinsdag 8 december 2015 18.30 | Polen           | 29–24   | China | Næstved Arena, Næstved Toeschouwers: 2.584 Scheidsrechters: Koo, Lee (KOR) |
| Dinsdag 8 december 2015 18.30 | Kudłacz-Gloc 7  | (12–11) | Jin 8 | Næstved Arena, Næstved Toeschouwers: 2.584 Scheidsrechters: Koo, Lee (KOR) |
| Dinsdag 8 december 2015 18.30 | FTR/MTR PbP/OMR |         |       | Næstved Arena, Næstved Toeschouwers: 2.584 Scheidsrechters: Koo, Lee (KOR) |

| Dinsdag 8 december 2015 20.45 | Zweden    | 28–28           | Nederland | Næstved Arena, Næstved Toeschouwers: 2.894 Scheidsrechters: García, Marín (ESP) |
| Dinsdag 8 december 2015 20.45 | Gulldén 8 | (12–15)         | Groot 9   | Næstved Arena, Næstved Toeschouwers: 2.894 Scheidsrechters: García, Marín (ESP) |
| Dinsdag 8 december 2015 20.45 |           | FTR/MTR PbP/OMR | 1×        | Næstved Arena, Næstved Toeschouwers: 2.894 Scheidsrechters: García, Marín (ESP) |

| Woensdag 9 december 2015 16.15 | Cuba            | 23–45   | Nederland | Næstved Arena, Næstved Toeschouwers: 1.494 Scheidsrechters: Koo, Lee (KOR) |
| Woensdag 9 december 2015 16.15 | Lusson, Rizo 7  | (13–20) | Abbingh 8 | Næstved Arena, Næstved Toeschouwers: 1.494 Scheidsrechters: Koo, Lee (KOR) |
| Woensdag 9 december 2015 16.15 | FTR/MTR PbP/OMR |         |           | Næstved Arena, Næstved Toeschouwers: 1.494 Scheidsrechters: Koo, Lee (KOR) |

| Woensdag 9 december 2015 18.30 | Angola          | 27–29   | Polen    | Næstved Arena, Næstved Toeschouwers: 2.820 Scheidsrechters: García, Marín (ESP) |
| Woensdag 9 december 2015 18.30 | Bernardo 8      | (15–12) | Kocela 7 | Næstved Arena, Næstved Toeschouwers: 2.820 Scheidsrechters: García, Marín (ESP) |
| Woensdag 9 december 2015 18.30 | FTR/MTR PbP/OMR |         |          | Næstved Arena, Næstved Toeschouwers: 2.820 Scheidsrechters: García, Marín (ESP) |

| Woensdag 9 december 2015 20.45 | Zweden          | 47–28   | China | Næstved Arena, Næstved Toeschouwers: 2.864 Scheidsrechters: Florescu, Stoia (ROU) |
| Woensdag 9 december 2015 20.45 | Roberts 10      | (25–14) | Yan 9 | Næstved Arena, Næstved Toeschouwers: 2.864 Scheidsrechters: Florescu, Stoia (ROU) |
| Woensdag 9 december 2015 20.45 | FTR/MTR PbP/OMR |         |       | Næstved Arena, Næstved Toeschouwers: 2.864 Scheidsrechters: Florescu, Stoia (ROU) |

| Vrijdag 11 december 2015 16.15 | China           | 29–32   | Angola      | Næstved Arena, Næstved Toeschouwers: 1.628 Scheidsrechters: Koo, Lee (KOR) |
| Vrijdag 11 december 2015 16.15 | Qiao 5          | (11–15) | Bernardo 10 | Næstved Arena, Næstved Toeschouwers: 1.628 Scheidsrechters: Koo, Lee (KOR) |
| Vrijdag 11 december 2015 16.15 | FTR/MTR PbP/OMR |         |             | Næstved Arena, Næstved Toeschouwers: 1.628 Scheidsrechters: Koo, Lee (KOR) |

| Vrijdag 11 december 2015 18.30 | Nederland       | 31–20  | Polen                | Næstved Arena, Næstved Toeschouwers: 2.652 Scheidsrechters: Bonaventura, Bonaventura (FRA) |
| Vrijdag 11 december 2015 18.30 | Abbingh 7       | (14–9) | Achruk, Niedźwiedź 5 | Næstved Arena, Næstved Toeschouwers: 2.652 Scheidsrechters: Bonaventura, Bonaventura (FRA) |
| Vrijdag 11 december 2015 18.30 | FTR/MTR PbP/OMR |        |                      | Næstved Arena, Næstved Toeschouwers: 2.652 Scheidsrechters: Bonaventura, Bonaventura (FRA) |

| Vrijdag 11 december 2015 20.45 | Cuba            | 25–49   | Zweden    | Næstved Arena, Næstved Toeschouwers: 2.781 Scheidsrechters: Florescu, Stoia (ROU) |
| Vrijdag 11 december 2015 20.45 | Martínez 7      | (12–23) | Hagman 14 | Næstved Arena, Næstved Toeschouwers: 2.781 Scheidsrechters: Florescu, Stoia (ROU) |
| Vrijdag 11 december 2015 20.45 | FTR/MTR PbP/OMR |         |           | Næstved Arena, Næstved Toeschouwers: 2.781 Scheidsrechters: Florescu, Stoia (ROU) |

#### Eindstand
| Groep B |           |             |             |             |             |            |            |            |        |
| Pos.    | Land      | Wedstrijden | Wedstrijden | Wedstrijden | Wedstrijden | Doelpunten | Doelpunten | Doelpunten | Punten |
| Pos.    | Land      | G           | W           | G           | V           | V          | T          | Saldo      | Punten |
| 1       | Nederland | 5           | 4           | 1           | 0           | 183        | 116        | +67        | 9      |
| 2       | Zweden    | 5           | 4           | 1           | 0           | 192        | 134        | +58        | 9      |
| 3       | Polen     | 5           | 3           | 0           | 2           | 135        | 135        | 0          | 6      |
| 4       | Angola    | 5           | 2           | 0           | 3           | 144        | 155        | -11        | 5      |
| 5       | China     | 5           | 1           | 0           | 4           | 141        | 180        | -39        | 2      |
| 6       | Cuba      | 5           | 0           | 0           | 5           | 123        | 198        | -75        | 0      |

### Groep C
De wedstrijden in groep C werden allemaal gespeeld in de SYDBANK Arena in Kolding. Vooral was bepaald dat als Duitsland zich zou plaatsen het land zijn groepswedstrijden in Kolding zou spelen, de speelstad die het dichtste bij Duitsland ligt. Als Duitsland de achtste finale zou halen en daarin niet tegen Noorwegen zou spelen zou Duitsland ook in de achtste finale in Kolding spelen.
| Zaterdag 5 december 2015 16.00 | Argentinië      | 23–15   | Congo-Kinshasa | SYDBANK Arena, Kolding Toeschouwers: 1.752 Scheidsrechters: Boualloucha, Khenissi (TUN) |
| Zaterdag 5 december 2015 16.00 | Pizzo 5         | (11–10) | Mwasesa 6      | SYDBANK Arena, Kolding Toeschouwers: 1.752 Scheidsrechters: Boualloucha, Khenissi (TUN) |
| Zaterdag 5 december 2015 16.00 | FTR/MTR PbP/OMR |         |                | SYDBANK Arena, Kolding Toeschouwers: 1.752 Scheidsrechters: Boualloucha, Khenissi (TUN) |

| Zaterdag 5 december 2015 18.15 | Frankrijk       | 30–20  | Duitsland   | SYDBANK Arena, Kolding Toeschouwers: 2.200 Scheidsrechters: Al-Mawt, Marhoon (BHR) |
| Zaterdag 5 december 2015 18.15 | Pineau 7        | (16–7) | S. Müller 9 | SYDBANK Arena, Kolding Toeschouwers: 2.200 Scheidsrechters: Al-Mawt, Marhoon (BHR) |
| Zaterdag 5 december 2015 18.15 | FTR/MTR PbP/OMR |        |             | SYDBANK Arena, Kolding Toeschouwers: 2.200 Scheidsrechters: Al-Mawt, Marhoon (BHR) |

| Zaterdag 5 december 2015 20.30 | Brazilië        | 24–24   | Zuid-Korea | SYDBANK Arena, Kolding Toeschouwers: 1.430 Scheidsrechters: Birch, Stenrand (DEN) |
| Zaterdag 5 december 2015 20.30 | Rodrigues 7     | (10–12) | Ryu 7      | SYDBANK Arena, Kolding Toeschouwers: 1.430 Scheidsrechters: Birch, Stenrand (DEN) |
| Zaterdag 5 december 2015 20.30 | FTR/MTR PbP/OMR |         |            | SYDBANK Arena, Kolding Toeschouwers: 1.430 Scheidsrechters: Birch, Stenrand (DEN) |

| Maandag 7 december 2015 16.00 | Congo-Kinshasa  | 11–26  | Brazilië        | SYDBANK Arena, Kolding Toeschouwers: 1.500 Scheidsrechters: Al-Mawt, Marhoon (BHR) |
| Maandag 7 december 2015 16.00 | Mwasesa 4       | (4–14) | Do Nascimento 7 | SYDBANK Arena, Kolding Toeschouwers: 1.500 Scheidsrechters: Al-Mawt, Marhoon (BHR) |
| Maandag 7 december 2015 16.00 | FTR/MTR PbP/OMR |        |                 | SYDBANK Arena, Kolding Toeschouwers: 1.500 Scheidsrechters: Al-Mawt, Marhoon (BHR) |

| Maandag 7 december 2015 18.15 | Zuid-Korea      | 22–22   | Frankrijk   | SYDBANK Arena, Kolding Toeschouwers: 2.100 Scheidsrechters: Eliasson, Pålsson (ISL) |
| Maandag 7 december 2015 18.15 | Jung J. 8       | (11–11) | Nze Minko 7 | SYDBANK Arena, Kolding Toeschouwers: 2.100 Scheidsrechters: Eliasson, Pålsson (ISL) |
| Maandag 7 december 2015 18.15 | FTR/MTR PbP/OMR |         |             | SYDBANK Arena, Kolding Toeschouwers: 2.100 Scheidsrechters: Eliasson, Pålsson (ISL) |

| Maandag 7 december 2015 20.30 | Duitsland       | 33–13  | Argentinië         | SYDBANK Arena, Kolding Toeschouwers: 1.000 Scheidsrechters: Birch, Stenrand (DEN) |
| Maandag 7 december 2015 20.30 | S. Müller 7     | (17–8) | Mendoza, Karsten 4 | SYDBANK Arena, Kolding Toeschouwers: 1.000 Scheidsrechters: Birch, Stenrand (DEN) |
| Maandag 7 december 2015 20.30 | FTR/MTR PbP/OMR |        |                    | SYDBANK Arena, Kolding Toeschouwers: 1.000 Scheidsrechters: Birch, Stenrand (DEN) |

| Dinsdag 8 december 2015 16.00 | Zuid-Korea      | 35–17  | Congo-Kinshasa | SYDBANK Arena, Kolding Toeschouwers: 1.200 Scheidsrechters: Birch, Stenrand (DEN) |
| Dinsdag 8 december 2015 16.00 | Choi 8          | (14–6) | Mwasesa 7      | SYDBANK Arena, Kolding Toeschouwers: 1.200 Scheidsrechters: Birch, Stenrand (DEN) |
| Dinsdag 8 december 2015 16.00 | FTR/MTR PbP/OMR |        |                | SYDBANK Arena, Kolding Toeschouwers: 1.200 Scheidsrechters: Birch, Stenrand (DEN) |

| Dinsdag 8 december 2015 18.15 | Frankrijk         | 20–12  | Argentinië | SYDBANK Arena, Kolding Toeschouwers: 1.300 Scheidsrechters: Boualloucha, Khenissi (TUN) |
| Dinsdag 8 december 2015 18.15 | drie speelsters 4 | (13–6) | Mendoza 3  | SYDBANK Arena, Kolding Toeschouwers: 1.300 Scheidsrechters: Boualloucha, Khenissi (TUN) |
| Dinsdag 8 december 2015 18.15 | FTR/MTR PbP/OMR   |        |            | SYDBANK Arena, Kolding Toeschouwers: 1.300 Scheidsrechters: Boualloucha, Khenissi (TUN) |

| Dinsdag 8 december 2015 20.30 | Brazilië        | 24–21 | Duitsland         | SYDBANK Arena, Kolding Toeschouwers: 1.500 Scheidsrechters: Coulibaly, Diabaté (CIV) |
| Dinsdag 8 december 2015 20.30 | Amorim 7        | (9–8) | drie speelsters 4 | SYDBANK Arena, Kolding Toeschouwers: 1.500 Scheidsrechters: Coulibaly, Diabaté (CIV) |
| Dinsdag 8 december 2015 20.30 | FTR/MTR PbP/OMR |       |                   | SYDBANK Arena, Kolding Toeschouwers: 1.500 Scheidsrechters: Coulibaly, Diabaté (CIV) |

| Donderdag 10 december 2015 16.00 | Argentinië      | 19–23  | Brazilië     | SYDBANK Arena, Kolding Toeschouwers: 1.800 Scheidsrechters: Al-Mawt, Marhoon (BHR) |
| Donderdag 10 december 2015 16.00 | Pizzo 6         | (8–11) | Fachinello 7 | SYDBANK Arena, Kolding Toeschouwers: 1.800 Scheidsrechters: Al-Mawt, Marhoon (BHR) |
| Donderdag 10 december 2015 16.00 | FTR/MTR PbP/OMR |        |              | SYDBANK Arena, Kolding Toeschouwers: 1.800 Scheidsrechters: Al-Mawt, Marhoon (BHR) |

| Donderdag 10 december 2015 18.15 | Frankrijk       | 29–16   | Congo-Kinshasa | SYDBANK Arena, Kolding Toeschouwers: 1.200 Scheidsrechters: Birch, Stenrand (DEN) |
| Donderdag 10 december 2015 18.15 | Lacrabère 8     | (14–10) | Mwasesa 7      | SYDBANK Arena, Kolding Toeschouwers: 1.200 Scheidsrechters: Birch, Stenrand (DEN) |
| Donderdag 10 december 2015 18.15 | FTR/MTR PbP/OMR |         |                | SYDBANK Arena, Kolding Toeschouwers: 1.200 Scheidsrechters: Birch, Stenrand (DEN) |

| Donderdag 10 december 2015 20.30 | Duitsland          | 40–28   | Zuid-Korea      | SYDBANK Arena, Kolding Toeschouwers: 1.000 Scheidsrechters: Boualloucha, Khenissi (TUN) |
| Donderdag 10 december 2015 20.30 | F. Müller, Smits 6 | (14–15) | Gwon, Jung Y. 6 | SYDBANK Arena, Kolding Toeschouwers: 1.000 Scheidsrechters: Boualloucha, Khenissi (TUN) |
| Donderdag 10 december 2015 20.30 | FTR/MTR PbP/OMR    |         |                 | SYDBANK Arena, Kolding Toeschouwers: 1.000 Scheidsrechters: Boualloucha, Khenissi (TUN) |

| Vrijdag 11 december 2015 16.00 | Argentinië      | 22–29   | Zuid-Korea     | SYDBANK Arena, Kolding Toeschouwers: 700 Scheidsrechters: Alpaidze, Berjozkina (RUS) |
| Vrijdag 11 december 2015 16.00 | Pizzo 6         | (12–14) | Jung J., Kim 6 | SYDBANK Arena, Kolding Toeschouwers: 700 Scheidsrechters: Alpaidze, Berjozkina (RUS) |
| Vrijdag 11 december 2015 16.00 | FTR/MTR PbP/OMR |         |                | SYDBANK Arena, Kolding Toeschouwers: 700 Scheidsrechters: Alpaidze, Berjozkina (RUS) |

| Vrijdag 11 december 2015 18.15 | Brazilië        | 21–20  | Frankrijk | SYDBANK Arena, Kolding Toeschouwers: 1.600 Scheidsrechters: Birch, Stenrand (DEN) |
| Vrijdag 11 december 2015 18.15 | Rodrigues 5     | (11–9) | Pineau 6  | SYDBANK Arena, Kolding Toeschouwers: 1.600 Scheidsrechters: Birch, Stenrand (DEN) |
| Vrijdag 11 december 2015 18.15 | FTR/MTR PbP/OMR |        |           | SYDBANK Arena, Kolding Toeschouwers: 1.600 Scheidsrechters: Birch, Stenrand (DEN) |

| Vrijdag 11 december 2015 20.30 | Congo-Kinshasa     | 19–37   | Duitsland            | SYDBANK Arena, Kolding Toeschouwers: 300 Scheidsrechters: Al-Mawt, Marhoon (BHR) |
| Vrijdag 11 december 2015 20.30 | Lusamba, Milemba 4 | (11–18) | Fischer, S. Müller 8 | SYDBANK Arena, Kolding Toeschouwers: 300 Scheidsrechters: Al-Mawt, Marhoon (BHR) |
| Vrijdag 11 december 2015 20.30 | FTR/MTR PbP/OMR    |         |                      | SYDBANK Arena, Kolding Toeschouwers: 300 Scheidsrechters: Al-Mawt, Marhoon (BHR) |

#### Eindstand
| Groep C |                |             |             |             |             |            |            |            |        |
| Pos.    | Land           | Wedstrijden | Wedstrijden | Wedstrijden | Wedstrijden | Doelpunten | Doelpunten | Doelpunten | Punten |
| Pos.    | Land           | G           | W           | G           | V           | V          | T          | Saldo      | Punten |
| 1       | Brazilië       | 5           | 4           | 1           | 0           | 118        | 95         | +23        | 9      |
| 2       | Frankrijk      | 5           | 3           | 1           | 1           | 121        | 91         | +30        | 8      |
| 3       | Duitsland      | 5           | 3           | 0           | 2           | 151        | 114        | +37        | 6      |
| 4       | Zuid-Korea     | 5           | 2           | 2           | 1           | 138        | 125        | +13        | 5      |
| 5       | Argentinië     | 5           | 1           | 0           | 4           | 89         | 120        | -31        | 2      |
| 6       | Congo-Kinshasa | 5           | 0           | 0           | 5           | 78         | 150        | -72        | 0      |

### Groep D
De wedstrijden in groep D, met Noorwegen, werden allemaal gespeeld in de Arena Nord in Frederikshavn. Frederikshavn is vanuit Noorwegen goed bereikbaar. Als Noorwegen zich zou plaatsen voor de achtste finale dan zou het die ook spelen in de Arena Nord.
| Zaterdag 5 december 2015 16.00 | Roemenië        | 47–14  | Puerto Rico | Arena Nord, Frederikshavn Toeschouwers: 1.258 Scheidsrechters: Antić, Jakovljević (SRB) |
| Zaterdag 5 december 2015 16.00 | Chiper 10       | (23–3) | Hiraldo 5   | Arena Nord, Frederikshavn Toeschouwers: 1.258 Scheidsrechters: Antić, Jakovljević (SRB) |
| Zaterdag 5 december 2015 16.00 | FTR/MTR PbP/OMR |        |             | Arena Nord, Frederikshavn Toeschouwers: 1.258 Scheidsrechters: Antić, Jakovljević (SRB) |

| Zaterdag 5 december 2015 18.15 | Spanje          | 31–10  | Kazachstan | Arena Nord, Frederikshavn Toeschouwers: 1.285 Scheidsrechters: Ota, Shimajiri (JPN) |
| Zaterdag 5 december 2015 18.15 | Martín 6        | (16–5) | Tankina 4  | Arena Nord, Frederikshavn Toeschouwers: 1.285 Scheidsrechters: Ota, Shimajiri (JPN) |
| Zaterdag 5 december 2015 18.15 | FTR/MTR PbP/OMR |        |            | Arena Nord, Frederikshavn Toeschouwers: 1.285 Scheidsrechters: Ota, Shimajiri (JPN) |

| Zaterdag 5 december 2015 20.30 | Noorwegen       | 25–26   | Rusland      | Arena Nord, Frederikshavn Toeschouwers: 1.360 Scheidsrechters: Horváth, Márton (HUN) |
| Zaterdag 5 december 2015 20.30 | Mørk 6          | (11–14) | Vjachireva 9 | Arena Nord, Frederikshavn Toeschouwers: 1.360 Scheidsrechters: Horváth, Márton (HUN) |
| Zaterdag 5 december 2015 20.30 | FTR/MTR PbP/OMR |         |              | Arena Nord, Frederikshavn Toeschouwers: 1.360 Scheidsrechters: Horváth, Márton (HUN) |

| Maandag 7 december 2015 16.00 | Kazachstan      | 20–36   | Roemenië         | Arena Nord, Frederikshavn Toeschouwers: 771 Scheidsrechters: Horváth, Márton (HUN) |
| Maandag 7 december 2015 16.00 | Alexandrova 7   | (12–18) | Manea, Nechita 6 | Arena Nord, Frederikshavn Toeschouwers: 771 Scheidsrechters: Horváth, Márton (HUN) |
| Maandag 7 december 2015 16.00 | FTR/MTR PbP/OMR |         |                  | Arena Nord, Frederikshavn Toeschouwers: 771 Scheidsrechters: Horváth, Márton (HUN) |

| Maandag 7 december 2015 18.15 | Rusland         | 28–26   | Spanje   | Arena Nord, Frederikshavn Toeschouwers: 1.380 Scheidsrechters: Lah, Sok (SLO) |
| Maandag 7 december 2015 18.15 | Bliznova 7      | (16–14) | Martín 6 | Arena Nord, Frederikshavn Toeschouwers: 1.380 Scheidsrechters: Lah, Sok (SLO) |
| Maandag 7 december 2015 18.15 | FTR/MTR PbP/OMR |         |          | Arena Nord, Frederikshavn Toeschouwers: 1.380 Scheidsrechters: Lah, Sok (SLO) |

| Maandag 7 december 2015 20.30 | Puerto Rico     | 13–39  | Noorwegen | Arena Nord, Frederikshavn Toeschouwers: 1.516 Scheidsrechters: Ota, Shimajiri (JPN) |
| Maandag 7 december 2015 20.30 | Maldonado 4     | (6–17) | Sulland 7 | Arena Nord, Frederikshavn Toeschouwers: 1.516 Scheidsrechters: Ota, Shimajiri (JPN) |
| Maandag 7 december 2015 20.30 | FTR/MTR PbP/OMR |        |           | Arena Nord, Frederikshavn Toeschouwers: 1.516 Scheidsrechters: Ota, Shimajiri (JPN) |

| Dinsdag 8 december 2015 16.00 | Rusland           | 45–18  | Puerto Rico | Arena Nord, Frederikshavn Toeschouwers: 647 Scheidsrechters: Horváth, Marton (HUN) |
| Dinsdag 8 december 2015 16.00 | drie speelsters 6 | (22–7) | Maldonado 5 | Arena Nord, Frederikshavn Toeschouwers: 647 Scheidsrechters: Horváth, Marton (HUN) |
| Dinsdag 8 december 2015 16.00 | FTR/MTR PbP/OMR   |        |             | Arena Nord, Frederikshavn Toeschouwers: 647 Scheidsrechters: Horváth, Marton (HUN) |

| Dinsdag 8 december 2015 18.15 | Spanje          | 26–18   | Roemenië | Arena Nord, Frederikshavn Toeschouwers: 1.259 Scheidsrechters: Antić, Jakovljević (SRB) |
| Dinsdag 8 december 2015 18.15 | Pena 7          | (13–12) | Neagu 6  | Arena Nord, Frederikshavn Toeschouwers: 1.259 Scheidsrechters: Antić, Jakovljević (SRB) |
| Dinsdag 8 december 2015 18.15 | FTR/MTR PbP/OMR |         |          | Arena Nord, Frederikshavn Toeschouwers: 1.259 Scheidsrechters: Antić, Jakovljević (SRB) |

| Dinsdag 8 december 2015 20.30 | Noorwegen       | 40–19   | Kazachstan | Arena Nord, Frederikshavn Toeschouwers: 1.384 Scheidsrechters: Lah, Sok (SLO) |
| Dinsdag 8 december 2015 20.30 | Herrem 7        | (20–10) | Pikalova 6 | Arena Nord, Frederikshavn Toeschouwers: 1.384 Scheidsrechters: Lah, Sok (SLO) |
| Dinsdag 8 december 2015 20.30 | FTR/MTR PbP/OMR |         |            | Arena Nord, Frederikshavn Toeschouwers: 1.384 Scheidsrechters: Lah, Sok (SLO) |

| Donderdag 10 december 2015 16.00 | Kazachstan        | 19–42  | Rusland           | Arena Nord, Frederikshavn Toeschouwers: 585 Scheidsrechters: Antić, Jakovljević (AUT) |
| Donderdag 10 december 2015 16.00 | Rodina, Tankina 5 | (9–24) | drie speelsters 7 | Arena Nord, Frederikshavn Toeschouwers: 585 Scheidsrechters: Antić, Jakovljević (AUT) |
| Donderdag 10 december 2015 16.00 | FTR/MTR PbP/OMR   |        |                   | Arena Nord, Frederikshavn Toeschouwers: 585 Scheidsrechters: Antić, Jakovljević (AUT) |

| Donderdag 10 december 2015 18.15 | Spanje          | 39–13  | Puerto Rico | Arena Nord, Frederikshavn Toeschouwers: 1.060 Scheidsrechters: Ota, Shimajiri (JPN) |
| Donderdag 10 december 2015 18.15 | López 8         | (18–8) | Ceballos 4  | Arena Nord, Frederikshavn Toeschouwers: 1.060 Scheidsrechters: Ota, Shimajiri (JPN) |
| Donderdag 10 december 2015 18.15 | FTR/MTR PbP/OMR |        |             | Arena Nord, Frederikshavn Toeschouwers: 1.060 Scheidsrechters: Ota, Shimajiri (JPN) |

| Donderdag 10 december 2015 20.30 | Roemenië        | 22–26   | Noorwegen | Arena Nord, Frederikshavn Toeschouwers: 1.610 Scheidsrechters: Lah, Sok (SLO) |
| Donderdag 10 december 2015 20.30 | Neagu 8         | (10–13) | Mørk 7    | Arena Nord, Frederikshavn Toeschouwers: 1.610 Scheidsrechters: Lah, Sok (SLO) |
| Donderdag 10 december 2015 20.30 | FTR/MTR PbP/OMR |         |           | Arena Nord, Frederikshavn Toeschouwers: 1.610 Scheidsrechters: Lah, Sok (SLO) |

| Vrijdag 11 december 2015 16.00 | Puerto Rico     | 30–27   | Kazachstan | Arena Nord, Frederikshavn Toeschouwers: 269 Scheidsrechters: Ota, Shimajiri (JPN) |
| Vrijdag 11 december 2015 16.00 | Maldonado 7     | (18–14) | Pikalova 9 | Arena Nord, Frederikshavn Toeschouwers: 269 Scheidsrechters: Ota, Shimajiri (JPN) |
| Vrijdag 11 december 2015 16.00 | FTR/MTR PbP/OMR |         |            | Arena Nord, Frederikshavn Toeschouwers: 269 Scheidsrechters: Ota, Shimajiri (JPN) |

| Vrijdag 11 december 2015 18.15 | Roemenië        | 27–30   | Rusland      | Arena Nord, Frederikshavn Toeschouwers: 1.415 Scheidsrechters: Horváth, Márton (HUN) |
| Vrijdag 11 december 2015 18.15 | Ardean-Elisei 6 | (16–17) | Vjachireva 6 | Arena Nord, Frederikshavn Toeschouwers: 1.415 Scheidsrechters: Horváth, Márton (HUN) |
| Vrijdag 11 december 2015 18.15 | FTR/MTR PbP/OMR |         |              | Arena Nord, Frederikshavn Toeschouwers: 1.415 Scheidsrechters: Horváth, Márton (HUN) |

| Vrijdag 11 december 2015 20.30 | Noorwegen       | 29–26   | Spanje | Arena Nord, Frederikshavn Toeschouwers: 1.781 Scheidsrechters: Lah, Sok (SLO) |
| Vrijdag 11 december 2015 20.30 | Mørk 6          | (18–12) | Pena 9 | Arena Nord, Frederikshavn Toeschouwers: 1.781 Scheidsrechters: Lah, Sok (SLO) |
| Vrijdag 11 december 2015 20.30 | FTR/MTR PbP/OMR |         |        | Arena Nord, Frederikshavn Toeschouwers: 1.781 Scheidsrechters: Lah, Sok (SLO) |

#### Eindstand
| Groep D |             |             |             |             |             |            |            |            |        |
| Pos.    | Land        | Wedstrijden | Wedstrijden | Wedstrijden | Wedstrijden | Doelpunten | Doelpunten | Doelpunten | Punten |
| Pos.    | Land        | G           | W           | G           | V           | V          | T          | Saldo      | Punten |
| 1       | Rusland     | 5           | 5           | 0           | 0           | 171        | 115        | +56        | 10     |
| 2       | Noorwegen   | 5           | 4           | 0           | 1           | 159        | 106        | +53        | 8      |
| 3       | Spanje      | 5           | 3           | 0           | 2           | 148        | 98         | +50        | 6      |
| 4       | Roemenië    | 5           | 2           | 0           | 3           | 150        | 116        | +34        | 4      |
| 5       | Puerto Rico | 5           | 1           | 0           | 4           | 88         | 197        | -109       | 2      |
| 6       | Kazachstan  | 5           | 0           | 0           | 5           | 95         | 179        | -84        | 0      |

## President's Cup
De landen die zich niet hebben geplaatst voor de achtste finales spelen via een knock-out systeem om de plaatsen 17 t/m 24. De nummers 5 uit de vier groepen spelen om plaats 17, de nummers 6 om plaats 21. 

#### 17–20
| Zondag 13 december 2015 15.30 | Japan           | 24–29   | China      | SYDBANK Arena, Kolding Toeschouwers: 600 Scheidsrechters: Birch, Stenrand (DEN) |
| Zondag 13 december 2015 15.30 | Fujii 14        | (11–16) | Jin, Sun 7 | SYDBANK Arena, Kolding Toeschouwers: 600 Scheidsrechters: Birch, Stenrand (DEN) |
| Zondag 13 december 2015 15.30 | FTR/MTR PbP/OMR |         |            | SYDBANK Arena, Kolding Toeschouwers: 600 Scheidsrechters: Birch, Stenrand (DEN) |

| Zondag 13 december 2015 18.00 | Argentinië      | 28–14  | Puerto Rico       | SYDBANK Arena, Kolding Toeschouwers: 400 Scheidsrechters: Coulibaly, Diabaté (CIV) |
| Zondag 13 december 2015 18.00 | Salvadó 7       | (13–6) | drie speelsters 3 | SYDBANK Arena, Kolding Toeschouwers: 400 Scheidsrechters: Coulibaly, Diabaté (CIV) |
| Zondag 13 december 2015 18.00 | FTR/MTR PbP/OMR |        |                   | SYDBANK Arena, Kolding Toeschouwers: 400 Scheidsrechters: Coulibaly, Diabaté (CIV) |

| Maandag 14 december 2015 13.00 | Japan           | 44–15  | Puerto Rico        | SYDBANK Arena, Kolding (stad) Toeschouwers: 400 Scheidsrechters: Antić, Jakovljević (SRB) |
| Maandag 14 december 2015 13.00 | Matsumura 9     | (21–7) | Ceballos, García 4 | SYDBANK Arena, Kolding (stad) Toeschouwers: 400 Scheidsrechters: Antić, Jakovljević (SRB) |
| Maandag 14 december 2015 13.00 | FTR/MTR PbP/OMR |        |                    | SYDBANK Arena, Kolding (stad) Toeschouwers: 400 Scheidsrechters: Antić, Jakovljević (SRB) |

| Maandag 14 december 2015 15.30 | China           | 35–27  | Argentinië | SYDBANK Arena, Kolding Toeschouwers: 200 Scheidsrechters: Alpaidze, Berjozkina (RUS) |
| Maandag 14 december 2015 15.30 | Yan 8           | (20–9) | Karsten 7  | SYDBANK Arena, Kolding Toeschouwers: 200 Scheidsrechters: Alpaidze, Berjozkina (RUS) |
| Maandag 14 december 2015 15.30 | FTR/MTR PbP/OMR |        |            | SYDBANK Arena, Kolding Toeschouwers: 200 Scheidsrechters: Alpaidze, Berjozkina (RUS) |

#### 21–24
| Zondag 13 december 2015 15.30 | Tunesië         | 28–24   | Cuba   | Jyske Bank Boxen, Herning Toeschouwers: 1.500 Scheidsrechters: Antić, Jakovljević (SRB) |
| Zondag 13 december 2015 15.30 | Hamrouni 7      | (15–12) | Rizo 9 | Jyske Bank Boxen, Herning Toeschouwers: 1.500 Scheidsrechters: Antić, Jakovljević (SRB) |
| Zondag 13 december 2015 15.30 | FTR/MTR PbP/OMR |         |        | Jyske Bank Boxen, Herning Toeschouwers: 1.500 Scheidsrechters: Antić, Jakovljević (SRB) |

| Zondag 13 december 2015 18.00 | Congo-Kinshasa                      | 30–31 (n.V.) | Kazachstan | Jyske Bank Boxen, Herning Toeschouwers: 4.500 Scheidsrechters: Schulze, Tönnies (GER) |
| Zondag 13 december 2015 18.00 | Mwasesa 11                          | (12–11)      | Tankina 8  | Jyske Bank Boxen, Herning Toeschouwers: 4.500 Scheidsrechters: Schulze, Tönnies (GER) |
| Zondag 13 december 2015 18.00 | FTR/MTR PbP/OMR                     |              |            | Jyske Bank Boxen, Herning Toeschouwers: 4.500 Scheidsrechters: Schulze, Tönnies (GER) |
| Zondag 13 december 2015 18.00 | Regulier: 26–26 Verlenging(en): 4–5 |              |            | Jyske Bank Boxen, Herning Toeschouwers: 4.500 Scheidsrechters: Schulze, Tönnies (GER) |

| Maandag 14 december 2015 15.30 | Cuba            | 29–19   | Congo-Kinshasa | Jyske Bank Boxen, Herning Toeschouwers: 100 Scheidsrechters: Bonaventura, Bonaventura (FRA) |
| Maandag 14 december 2015 15.30 | Rizo 8          | (14–10) | Mwasesa 7      | Jyske Bank Boxen, Herning Toeschouwers: 100 Scheidsrechters: Bonaventura, Bonaventura (FRA) |
| Maandag 14 december 2015 15.30 | FTR/MTR PbP/OMR |         |                | Jyske Bank Boxen, Herning Toeschouwers: 100 Scheidsrechters: Bonaventura, Bonaventura (FRA) |

| Maandag 14 december 2015 13.00 | Tunesië         | 39–23   | Kazachstan        | Jyske Bank Boxen, Herning Toeschouwers: 100 Scheidsrechters: Arntsen, Røen (NOR) |
| Maandag 14 december 2015 13.00 | Hamrouni 9      | (16–12) | Rodina, Tankina 5 | Jyske Bank Boxen, Herning Toeschouwers: 100 Scheidsrechters: Arntsen, Røen (NOR) |
| Maandag 14 december 2015 13.00 | FTR/MTR PbP/OMR |         |                   | Jyske Bank Boxen, Herning Toeschouwers: 100 Scheidsrechters: Arntsen, Røen (NOR) |

## Knock-outfase
|  | Achtste finale | Achtste finale |            |    | Kwartfinale  | Kwartfinale  |  |  | Halve finale | Halve finale |  |  | Finale | Finale |
|  |                |                |            |    |              |              |  |  |              |              |  |  |        |        |
|  |                |                |            |    |              |              |  |  |              |              |  |  |        |        |
|  |                |                |            |    |              |              |  |  |              |              |  |  |        |        |
|  | Nederland      | 36             |            |    |              |              |  |  |              |              |  |  |        |        |
|  | Nederland      | 36             |            |    |              |              |  |  |              |              |  |  |        |        |
|  | Servië         | 20             |            |    |              |              |  |  |              |              |  |  |        |        |
|  | Servië         | 20             | Nederland  | 28 |              |              |  |  |              |              |  |  |        |        |
|  |                |                | Nederland  | 28 |              |              |  |  |              |              |  |  |        |        |
|  |                | Frankrijk      | 25         |    |              |              |  |  |              |              |  |  |        |        |
|  | Spanje         | Frankrijk      | 25         | 21 |              |              |  |  |              |              |  |  |        |        |
|  | Spanje         |                |            | 21 |              |              |  |  |              |              |  |  |        |        |
|  | Frankrijk      | 22             |            |    |              |              |  |  |              |              |  |  |        |        |
|  | Frankrijk      | 22             | Nederland  | 30 |              |              |  |  |              |              |  |  |        |        |
|  |                |                | Nederland  | 30 |              |              |  |  |              |              |  |  |        |        |
|  |                | Polen          | 25         |    |              |              |  |  |              |              |  |  |        |        |
|  | Polen          | Polen          | 25         | 24 |              |              |  |  |              |              |  |  |        |        |
|  | Polen          |                |            | 24 |              |              |  |  |              |              |  |  |        |        |
|  | Hongarije      | 23             |            |    |              |              |  |  |              |              |  |  |        |        |
|  | Hongarije      | 23             | Polen      | 21 |              |              |  |  |              |              |  |  |        |        |
|  |                |                | Polen      | 21 |              |              |  |  |              |              |  |  |        |        |
|  |                | Rusland        | 20         |    |              |              |  |  |              |              |  |  |        |        |
|  | Rusland        | Rusland        | 20         | 30 |              |              |  |  |              |              |  |  |        |        |
|  | Rusland        |                |            | 30 |              |              |  |  |              |              |  |  |        |        |
|  | Zuid-Korea     | 25             |            |    |              |              |  |  |              |              |  |  |        |        |
|  | Zuid-Korea     | 25             | Nederland  | 23 |              |              |  |  |              |              |  |  |        |        |
|  |                |                | Nederland  | 23 |              |              |  |  |              |              |  |  |        |        |
|  |                | Noorwegen      | 31         |    |              |              |  |  |              |              |  |  |        |        |
|  | Duitsland      | Noorwegen      | 31         | 22 |              |              |  |  |              |              |  |  |        |        |
|  | Duitsland      |                |            | 22 |              |              |  |  |              |              |  |  |        |        |
|  | Noorwegen      | 28             |            |    |              |              |  |  |              |              |  |  |        |        |
|  | Noorwegen      | 28             | Noorwegen  | 26 |              |              |  |  |              |              |  |  |        |        |
|  |                |                | Noorwegen  | 26 |              |              |  |  |              |              |  |  |        |        |
|  |                | Montenegro     | 25         |    |              |              |  |  |              |              |  |  |        |        |
|  | Montenegro     | Montenegro     | 25         | 38 |              |              |  |  |              |              |  |  |        |        |
|  | Montenegro     |                |            | 38 |              |              |  |  |              |              |  |  |        |        |
|  | Angola         | 28             |            |    |              |              |  |  |              |              |  |  |        |        |
|  | Angola         | 28             | Noorwegen  | 35 |              |              |  |  |              |              |  |  |        |        |
|  |                |                | Noorwegen  | 35 |              |              |  |  |              |              |  |  |        |        |
|  |                | Roemenië       | 33         |    | Derde plaats | Derde plaats |  |  |              |              |  |  |        |        |
|  | Denemarken     | Roemenië       | 33         | 26 | Derde plaats | Derde plaats |  |  |              |              |  |  |        |        |
|  | Denemarken     |                |            | 26 |              |              |  |  |              |              |  |  |        |        |
|  | Zweden         | 19             |            |    |              |              |  |  |              |              |  |  |        |        |
|  | Zweden         | 19             | Denemarken | 30 | Polen        | 22           |  |  |              |              |  |  |        |        |
|  |                |                | Denemarken | 30 | Polen        | 22           |  |  |              |              |  |  |        |        |
|  |                | Roemenië       | 31         |    | Roemenië     | 31           |  |  |              |              |  |  |        |        |
|  | Brazilië       | Roemenië       | 31         | 22 | Roemenië     | 31           |  |  |              |              |  |  |        |        |
|  | Brazilië       |                |            | 22 |              |              |  |  |              |              |  |  |        |        |
|  | Roemenië       | 28             |            |    |              |              |  |  |              |              |  |  |        |        |
|  | Roemenië       | 28             |            |    |              |              |  |  |              |              |  |  |        |        |

#### Achtste finale
| Zondag 13 december 2015 20.30 | Duitsland          | 22–28   | Noorwegen | Arena Nord, Frederikshavn Toeschouwers: 1.348 Scheidsrechters: Horváth, Márton (HUN) |
| Zondag 13 december 2015 20.30 | S. Müller, Smits 7 | (10–15) | Løke 9    | Arena Nord, Frederikshavn Toeschouwers: 1.348 Scheidsrechters: Horváth, Márton (HUN) |
| Zondag 13 december 2015 20.30 | FTR/MTR PbP/OMR    |         |           | Arena Nord, Frederikshavn Toeschouwers: 1.348 Scheidsrechters: Horváth, Márton (HUN) |

| Zondag 13 december 2015 20.30 | Brazilië        | 22–25  | Roemenië   | SYDBANK Arena, Kolding Toeschouwers: 1.100 Scheidsrechters: García, Marín (ESP) |
| Zondag 13 december 2015 20.30 | Rodrigues 5     | (8–13) | Brădeanu 7 | SYDBANK Arena, Kolding Toeschouwers: 1.100 Scheidsrechters: García, Marín (ESP) |
| Zondag 13 december 2015 20.30 | FTR/MTR PbP/OMR |        |            | SYDBANK Arena, Kolding Toeschouwers: 1.100 Scheidsrechters: García, Marín (ESP) |

| Zondag 13 december 2015 20.45 | Denemarken      | 26–19  | Zweden | Jyske Bank Boxen, Herning Toeschouwers: 12.500 Scheidsrechters: Arntsen, Røen (NOR) |
| Zondag 13 december 2015 20.45 | S. Jørgensen 6  | (15–7) | Ahlm 5 | Jyske Bank Boxen, Herning Toeschouwers: 12.500 Scheidsrechters: Arntsen, Røen (NOR) |
| Zondag 13 december 2015 20.45 | FTR/MTR PbP/OMR |        |        | Jyske Bank Boxen, Herning Toeschouwers: 12.500 Scheidsrechters: Arntsen, Røen (NOR) |

| Zondag 13 december 2015 20.45 | Nederland       | 36–20  | Servië  | Næstved Arena, Næstved Toeschouwers: 2.744 Scheidsrechters: Bonaventura, Bonaventura (FRA) |
| Zondag 13 december 2015 20.45 | Abbingh 6       | (17–6) | Krpež 6 | Næstved Arena, Næstved Toeschouwers: 2.744 Scheidsrechters: Bonaventura, Bonaventura (FRA) |
| Zondag 13 december 2015 20.45 | FTR/MTR PbP/OMR |        |         | Næstved Arena, Næstved Toeschouwers: 2.744 Scheidsrechters: Bonaventura, Bonaventura (FRA) |

| Maandag 14 december 2015 17.45 | Spanje          | 21–22  | Frankrijk | SYDBANK Arena, Kolding Toeschouwers: 1.400 Scheidsrechters: Schulze, Tönnies (GER) |
| Maandag 14 december 2015 17.45 | Pena 7          | (12–9) | Niombla 8 | SYDBANK Arena, Kolding Toeschouwers: 1.400 Scheidsrechters: Schulze, Tönnies (GER) |
| Maandag 14 december 2015 17.45 | FTR/MTR PbP/OMR |        |           | SYDBANK Arena, Kolding Toeschouwers: 1.400 Scheidsrechters: Schulze, Tönnies (GER) |

| Maandag 14 december 2015 18.00 | Polen           | 24–23   | Hongarije              | Jyske Bank Boxen, Herning Toeschouwers: 1.230 Scheidsrechters: Lah, Sok (SLO) |
| Maandag 14 december 2015 18.00 | Kudłacz-Gloc 8  | (13–14) | Hornyák, Szucsánszki 5 | Jyske Bank Boxen, Herning Toeschouwers: 1.230 Scheidsrechters: Lah, Sok (SLO) |
| Maandag 14 december 2015 18.00 | FTR/MTR PbP/OMR |         |                        | Jyske Bank Boxen, Herning Toeschouwers: 1.230 Scheidsrechters: Lah, Sok (SLO) |

| Maandag 14 december 2015 20.30 | Rusland         | 30–25   | Zuid-Korea | SYDBANK Arena, Kolding Toeschouwers: 1.100 Scheidsrechters: Lenci, Grillo (ARG) |
| Maandag 14 december 2015 20.30 | Akopjan 6       | (16–13) | Lee 7      | SYDBANK Arena, Kolding Toeschouwers: 1.100 Scheidsrechters: Lenci, Grillo (ARG) |
| Maandag 14 december 2015 20.30 | FTR/MTR PbP/OMR |         |            | SYDBANK Arena, Kolding Toeschouwers: 1.100 Scheidsrechters: Lenci, Grillo (ARG) |

| Maandag 14 december 2015 20.45 | Montenegro      | 38–28   | Angola      | Jyske Bank Boxen, Herning Toeschouwers: 1.230 Scheidsrechters: Koo, Lee (KOR) |
| Maandag 14 december 2015 20.45 | Radičević 9     | (19–13) | Bernardo 11 | Jyske Bank Boxen, Herning Toeschouwers: 1.230 Scheidsrechters: Koo, Lee (KOR) |
| Maandag 14 december 2015 20.45 | FTR/MTR PbP/OMR |         |             | Jyske Bank Boxen, Herning Toeschouwers: 1.230 Scheidsrechters: Koo, Lee (KOR) |

### Kwartfinale
| Woensdag 16 december 2015 17.45 | Nederland       | 28–25   | Frankrijk | SYDBANK Arena, Kolding Toeschouwers: 2.500 Scheidsrechters: Horváth, Márton (HUN) |
| Woensdag 16 december 2015 17.45 | Polman 10       | (15–12) | Pineau 8  | SYDBANK Arena, Kolding Toeschouwers: 2.500 Scheidsrechters: Horváth, Márton (HUN) |
| Woensdag 16 december 2015 17.45 | FTR/MTR PbP/OMR |         |           | SYDBANK Arena, Kolding Toeschouwers: 2.500 Scheidsrechters: Horváth, Márton (HUN) |

| Woensdag 16 december 2015 18.00 | Polen           | 21–20  | Rusland      | Jyske Bank Boxen, Herning Toeschouwers: 8.000 Scheidsrechters: Arntsen, Røen (NOR) |
| Woensdag 16 december 2015 18.00 | Kobylińska 6    | (11–9) | Vjachireva 5 | Jyske Bank Boxen, Herning Toeschouwers: 8.000 Scheidsrechters: Arntsen, Røen (NOR) |
| Woensdag 16 december 2015 18.00 | FTR/MTR PbP/OMR |        |              | Jyske Bank Boxen, Herning Toeschouwers: 8.000 Scheidsrechters: Arntsen, Røen (NOR) |

| Woensdag 16 december 2015 20.30 | Noorwegen       | 26–25   | Montenegro              | SYDBANK Arena, Kolding Toeschouwers: 2.800 Scheidsrechters: Lah, Sok (SLO) |
| Woensdag 16 december 2015 20.30 | Mørk 8          | (13–11) | Mehmedović, Radičević 6 | SYDBANK Arena, Kolding Toeschouwers: 2.800 Scheidsrechters: Lah, Sok (SLO) |
| Woensdag 16 december 2015 20.30 | FTR/MTR PbP/OMR |         |                         | SYDBANK Arena, Kolding Toeschouwers: 2.800 Scheidsrechters: Lah, Sok (SLO) |

| Woensdag 16 december 2015 20.45 | Denemarken                                   | 30–31 (n.2V.) | Roemenië | Jyske Bank Boxen, Herning Toeschouwers: 12.500 Scheidsrechters: Bonaventura, Bonaventura (FRA) |
| Woensdag 16 december 2015 20.45 | L. Jørgensen 6                               | (10–13)       | Neagu 15 | Jyske Bank Boxen, Herning Toeschouwers: 12.500 Scheidsrechters: Bonaventura, Bonaventura (FRA) |
| Woensdag 16 december 2015 20.45 | FTR/MTR PbP/OMR                              |               |          | Jyske Bank Boxen, Herning Toeschouwers: 12.500 Scheidsrechters: Bonaventura, Bonaventura (FRA) |
| Woensdag 16 december 2015 20.45 | Regulier: 27–29 Verlenging(en): 28–29, 30–31 |               |          | Jyske Bank Boxen, Herning Toeschouwers: 12.500 Scheidsrechters: Bonaventura, Bonaventura (FRA) |

### Plaats 5 t/m 8
| Vrijdag 18 december 2015 13.00 | Frankrijk       | 25–31  | Rusland      | Jyske Bank Boxen, Herning Toeschouwers: 3.500 Scheidsrechters: Koo, Lee (KOR) |
| Vrijdag 18 december 2015 13.00 | Zaadi 6         | (8–15) | Vjachireva 6 | Jyske Bank Boxen, Herning Toeschouwers: 3.500 Scheidsrechters: Koo, Lee (KOR) |
| Vrijdag 18 december 2015 13.00 | FTR/MTR PbP/OMR |        |              | Jyske Bank Boxen, Herning Toeschouwers: 3.500 Scheidsrechters: Koo, Lee (KOR) |

| Vrijdag 18 december 2015 15.30 | Montenegro            | 20–28   | Denemarken  | Jyske Bank Boxen, Herning Toeschouwers: 9.500 Scheidsrechters: Horváth, Márton (HUN) |
| Vrijdag 18 december 2015 15.30 | Radičević, Knežević 4 | (11–15) | Jørgensen 8 | Jyske Bank Boxen, Herning Toeschouwers: 9.500 Scheidsrechters: Horváth, Márton (HUN) |
| Vrijdag 18 december 2015 15.30 | FTR/MTR PbP/OMR       |         |             | Jyske Bank Boxen, Herning Toeschouwers: 9.500 Scheidsrechters: Horváth, Márton (HUN) |

### Halve finale
| Vrijdag 18 december 2015 18.00 | Nederland | 30–25           | Polen          | Jyske Bank Boxen, Herning Toeschouwers: 9.500 Scheidsrechters: Antić, Jakovljević (SRB) |
| Vrijdag 18 december 2015 18.00 | Polman 6  | (15–8)          | Kudłacz-Gloc 5 | Jyske Bank Boxen, Herning Toeschouwers: 9.500 Scheidsrechters: Antić, Jakovljević (SRB) |
| Vrijdag 18 december 2015 18.00 | 3× 1×     | FTR/MTR PbP/OMR | 3× 4×          | Jyske Bank Boxen, Herning Toeschouwers: 9.500 Scheidsrechters: Antić, Jakovljević (SRB) |

| Vrijdag 18 december 2015 20.45 | Noorwegen                                    | 35–33 (n.2V.)   | Roemenië | Jyske Bank Boxen, Herning Toeschouwers: 10.200 Scheidsrechters: Lah, Sok (SLO) |
| Vrijdag 18 december 2015 20.45 | Mørk 8                                       | (15–12)         | Neagu 8  | Jyske Bank Boxen, Herning Toeschouwers: 10.200 Scheidsrechters: Lah, Sok (SLO) |
| Vrijdag 18 december 2015 20.45 | 3× 4× 1×                                     | FTR/MTR PbP/OMR | 6× 4×    | Jyske Bank Boxen, Herning Toeschouwers: 10.200 Scheidsrechters: Lah, Sok (SLO) |
| Vrijdag 18 december 2015 20.45 | Regulier: 27–27 Verlenging(en): 31–29, 35–33 |                 |          | Jyske Bank Boxen, Herning Toeschouwers: 10.200 Scheidsrechters: Lah, Sok (SLO) |

### Wedstrijd om plaats 7
| Zondag 20 december 2015 09.45 | Frankrijk         | 34–23   | Montenegro  | Jyske Bank Boxen, Herning Toeschouwers: 1.000 |
| Zondag 20 december 2015 09.45 | Ayglon, Dembélé 7 | (20–13) | Radičević 7 | Jyske Bank Boxen, Herning Toeschouwers: 1.000 |
| Zondag 20 december 2015 09.45 | FTR/MTR PbP/OMR   |         |             | Jyske Bank Boxen, Herning Toeschouwers: 1.000 |

### Wedstrijd om plaats 5
| Zondag 20 december 2015 12.15 | Rusland      | 25–21           | Denemarken     | Jyske Bank Boxen, Herning Toeschouwers: 9.000 |
| Zondag 20 december 2015 12.15 | Vjachireva 7 | (12–16)         | S. Jørgensen 7 | Jyske Bank Boxen, Herning Toeschouwers: 9.000 |
| Zondag 20 december 2015 12.15 | 2× 3×        | FTR/MTR PbP/OMR | 3× 5×          | Jyske Bank Boxen, Herning Toeschouwers: 9.000 |

### Troostfinale
| Zondag 20 december 2015 14.45 | Polen    | 22–31           | Roemenië | Jyske Bank Boxen, Herning Toeschouwers: 11.000 Scheidsrechters: Arntsen, Røen (NOR) |
| Zondag 20 december 2015 14.45 | Achruk 6 | (8–15)          | Neagu 10 | Jyske Bank Boxen, Herning Toeschouwers: 11.000 Scheidsrechters: Arntsen, Røen (NOR) |
| Zondag 20 december 2015 14.45 | 3× 2×    | FTR/MTR PbP/OMR | 3× 7×    | Jyske Bank Boxen, Herning Toeschouwers: 11.000 Scheidsrechters: Arntsen, Røen (NOR) |

## Finale
De finale ging tussen twee landen met een totaal verschillende achtergrond. Noorwegen stond voor de zesde keer in een eindstrijd van een WK. In 1999 en 2011 had het land de wereldtitel behaald. Naast de twee titels en drie verloren finales veroverde de Noorsen ook nog drie bronzen medailles. Voor Nederland daarentegen was het de allereerste keer dat het land in een finale stond.
| Zondag 20 december 2015 17.15 | Nederland | 23–31           | Noorwegen | Jyske Bank Boxen, Herning Toeschouwers: 12.500 Scheidsrechters: Julie & Charlotte Bonaventura (FRA) |
| Zondag 20 december 2015 17.15 | Polman 8  | (9–20)          | Herrem 7  | Jyske Bank Boxen, Herning Toeschouwers: 12.500 Scheidsrechters: Julie & Charlotte Bonaventura (FRA) |
| Zondag 20 december 2015 17.15 | 3× 4×     | FTR/MTR PbP/OMR | 3×        | Jyske Bank Boxen, Herning Toeschouwers: 12.500 Scheidsrechters: Julie & Charlotte Bonaventura (FRA) |

## Eindrangschikking en onderscheidingen

### Eindrangschikking
| Rang | Team           |
| ---- | -------------- |
|      | Noorwegen      |
|      | Nederland      |
|      | Roemenië       |
| 4    | Polen          |
| 5    | Rusland        |
| 6    | Denemarken     |
| 7    | Frankrijk      |
| 8    | Montenegro     |
| 9    | Zweden         |
| 10   | Brazilië       |
| 11   | Hongarije      |
| 12   | Spanje         |
| 13   | Duitsland      |
| 14   | Zuid-Korea     |
| 15   | Servië         |
| 16   | Angola         |
| 17   | China          |
| 18   | Argentinië     |
| 19   | Japan          |
| 20   | Puerto Rico    |
| 21   | Tunesië        |
| 22   | Kazachstan     |
| 23   | Cuba           |
| 24   | Congo-Kinshasa |

|  | Gekwalificeerd voor Olympische Spelen 2016 en de WK 2017 |
|  | Gekwalificeerd voor het OKT 2016                         |

De plaatsen 9-16 werden bepaald door de prestaties in de groepsfase.
| Wereldkampioen vrouwen 2015 · Noorwegen · 3e titel Selectie: Kari Aalvik Grimsbø, Silje Solberg, Mari Molid, Veronica Kristiansen, Ida Alstad, Heidi Løke, Stine Skogrand, Vilde Ingstad, Nora Mørk, Stine Bredal Oftedal, Linn Jørum Sulland, Pernille Wibe, Betina Riegelhuth, Amanda Kurtović, Camilla Herrem, Sanna Solberg, Marta Tomac. · Bondscoach: Thorir Hergeirsson. |

### All Star Team
| Positie                     | Speelster               |
| --------------------------- | ----------------------- |
| Meest waardevolle speelster | Cristina Neagu          |
| Keeper                      | Tess Wester             |
| Rechterhoek                 | Jovanka Radičević       |
| Rechteropbouw               | Nora Mørk               |
| Middenopbouw                | Stine Bredal Oftedal    |
| Linkeropbouw                | Cristina Neagu          |
| Linkerhoek                  | Valentina Ardean-Elisei |
| Cirkelloper                 | Heidi Løke              |

Gekozen door team officials en IHF experts.

## Statistieken

### Topscorers
| Rang | Naam                  | Goals | Schoten | %  |
| ---- | --------------------- | ----- | ------- | -- |
| 1    | Cristina Neagu        | 63    | 104     | 61 |
| 2    | Jovanka Radičević     | 60    | 85      | 71 |
| 3    | Karolina Kudłacz-Gloc | 52    | 82      | 63 |
| 3    | Anna Vjachireva       | 52    | 76      | 68 |
| 5    | Estavana Polman       | 51    | 86      | 59 |
| 6    | Katarina Bulatović    | 49    | 80      | 61 |
| 7    | Stine Jørgensen       | 48    | 75      | 64 |
| 8    | Christianne Mwasesa   | 45    | 87      | 52 |
| 9    | Nora Mørk             | 44    | 76      | 58 |
| 10   | Natália Bernardo      | 43    | 60      | 72 |
| 10   | Mouna Chebbah         | 43    | 80      | 54 |

Bron: IHF.info

### Top keepers
| Rang | Naam                | %  | Reddingen | Schoten |
| ---- | ------------------- | -- | --------- | ------- |
| 1    | Tess Wester         | 43 | 120       | 277     |
| 2    | Darly de Paula      | 42 | 28        | 66      |
| 3    | Rikke Poulsen       | 41 | 76        | 186     |
| 4    | Kari Aalvik Grimsbø | 40 | 80        | 201     |
| 5    | Johanna Bundsen     | 39 | 56        | 145     |
| 5    | Filippa Idéhn       | 39 | 40        | 102     |
| 7    | Mayssa Pessoa       | 38 | 28        | 74      |
| 7    | Silje Solberg       | 38 | 52        | 138     |
| 9    | Laura Glauser       | 36 | 41        | 113     |
| 9    | Katja Kramarczyk    | 36 | 56        | 155     |
| 9    | Nesrine Hamza       | 36 | 26        | 73      |

Bron: IHF.info